# Тачанув-Перший
Тачанув-Перший (пол. Taczanów Pierwszy) — село в Польщі, у гміні Плешев Плешевського повіту Великопольського воєводства.
Населення — 101 особа (2011).
У 1975-1998 роках село належало до Каліського воєводства.

## Демографія
Демографічна структура станом на 31 березня 2011 року:
|          | Загалом | Допрацездатний вік | Працездатний вік | Постпрацездатний вік |
| -------- | ------- | ------------------ | ---------------- | -------------------- |
| Чоловіки | 55      | 14                 | 39               | 2                    |
| Жінки    | 46      | 8                  | 32               | 6                    |
| Разом    | 101     | 22                 | 71               | 8                    |